# 任甲第
任甲第（1543年—？），字子薦，四川成都府資陽縣人，民籍。

## 生平
九月二十六日生，行二，治《詩經》，由縣學生中式四川鄉試第六十六名舉人，年三十二歲中式萬曆二年（1574年）甲戌科會試第三十八名，第三甲第六十四名進士。官至山西平阳府知府，二十一年七月被山西巡抚吕坤弹劾去职。

## 家族
曾祖任崇泰；祖任紳；父任光啟；母陳氏。具慶下，妻丁氏，兄甲登。